# الفرعين
الفرعين: إحدى مراكز أحد رفيدة. تقع في جنوب شرق المحافظة على مسافة 30 كيلاً، ويقطنها 5854 نسمة.
تتكون من 16 قرية: قرية آل نادر وهي الأكبر، آل السواد، آل عمرة، آل لغر، آل مكر، آل شوية، آل ال شواط، آل رميح، آل سعيا، آل عرينة، آل سهيل، الهجلة، بادية
تُعدّ جميع القرى في هذه المنطقة مأهولة تاريخيًا بقبائل جارمه وخطاب من رفيدة قحطان، باستثناء قرى آل مكر، سعيا، وآل سهيل التي تنتمي إلى بني بشر، بالإضافة إلى قرية آل شوية التي تعود إلى آل صقر عبيدة.
تتميّز قرية سعيا بحضورها في المصادر التاريخية، حيث ورد ذكرها في كتاب صفة جزيرة العرب للهمداني ( القرن الثالث الهجري)، باعتبارها محطة مهمة على الطريق الرابط بين صعدة وجرش، وهو ما يعكس عمقًا تاريخيًا وحضاريًا للمنطقة.
ومن اللافت في هذه القرى كثرة الآبار المنتشرة في مزارعها. كثير من هذه الآبار قديم جدًا، وقد تم حفرها بوسائل بدائية، بعضها يصل إلى أعماق تفوق العشرة أمتار وبعرض نحو مترين، محفورة في صخور صمّاء، وهو ما يدلّ على تعاقب أجيال متتالية شاركت في أعمال الحفر واستصلاح الأرض، مما يسلّط الضوء على الجهد البشري الكبير الذي بُذل في سبيل الاستقرار والزراعة في هذه المنطقة منذ قرون قديمة.